# ديان بيلجو
ديان بيلجو (بالفرنسية: Diane Bellego)‏ هي ممثلة ومعالجة وكاتبة فرنسية. ولدت في 18 فبراير 1954 في باريس.

## فيلموغرافيا

### سينما
- 1978 : فريدي
- 1980 : انا ذاهب إلى الانخفاض
- 1982 : ساعة الربع الأمريكية
- 1983 : قصة متعرجة
- 1984 : كذبة الملك
- 1988 : 36 فتاة
- 1992 : 588 شارع باراديس
- 2000 : مراقب الطيور

### تلفزيون
- 1982 : حماري الصغير ، أمي
- 1984 : البندول
- 1985 : حياة الخمسينيات
- 1986 : خطة جحيم
- 1988 : فيضان
- 1988 : مرحبا انت تحبني ؟
- 1990 : زوج السفير
- 1992 :منحنيات خطيرة
- 1992 : بالون في الرأس
- 1993 : Head in the air
- 1993 : JAP قاضي تطبيق الأحكام
- 1993 : فلاش - دير فوتوريبورتر
- 1994: هايلاندر
- 1996 : لحم البقر والجزر
- 1996-1997 : تحت الشمس
- 1997 : جراند باتري
- 1997 : هايلاندر
- 1997-1999 : لو ريفيوج
- 1998 : شواطئ الجنة (فيلم تلفزيوني)

## روابط خارجية
- ديان بيلجو على موقع IMDb (الإنجليزية)
- ديان بيلجو على موقع ألو سيني (الفرنسية)
- ديان بيلجو على موقع قاعدة بيانات الفيلم (الإنجليزية)